# Parti indépendant du Connecticut
Le Parti Indépendant du Connecticut (PIC) est un parti politique mineur dans l'État du Connecticut. En date du 3 novembre 2014, il avait 16 189 électeurs inscrits chez le Secrétaire d'État du Connecticut faisant de la formation le troisième plus grand parti de l'État. Le parti a un élu officiel. En novembre 2013, Laurent DePillo a été élu à la Waterbury Conseil d'Échevins.

## Histoire
Dans les années 1930, un parti Républicain-Indépendant a été formé par le professeur Albert Levitt de Redding, CT et Irving Fisher, un économiste de l'université Yale. Cependant, le titre officiel de "Parti Indépendant" a été utilisé plus tard. En 1958, Andrew C. LaCroix, de Easton, dans le Connecticut, a été trésorier par intérim du Parti Indépendant du Connecticut. Le parti a soutenu Mme Vivian Kellems de Stonington, dans le Connecticut, en 1956. À l'époque, Anthony Sparaco de Old Saybrook était président et Romarin Favale de Waterbury était vice-président. En 1959, Charles R. Iovino de Milford, dans le Connecticut, a également été élu comme Indépendant. Dès 1967, le Parti de l'indépendance du Connecticut, a organisé avec succès des réunions dans tout l'État. Cependant, il est supposé que le Parti de l'indépendance du Connecticut a réellement été créé le 23 août 1966.

## Comités de ville
Un comité de ville Indépendant est une organisation affiliée au bureau exécutif central de l'État. Selon les règlements administratifs, il doit être composé d'un Président, d'un Vice-Président, d'un Secrétaire et d'un Trésorier.
Liste de Comités de villes
- East Haven, Connecticut[8]
- Milford, Connecticut[9]
- Middletown, Connecticut[10]
- Newtown, Dans Le Connecticut[11],
- Waterbury, Dans Le Connecticut[12]
- Watertown, Dans Le Connecticut[13]
- Winsted, Dans Le Connecticut, Samuel Demonstranti, Président - David LaPointe, Trésorier

## Candidats notables
- Jennie Grotte - Première femme élue maire de la Ville de Norwalk, en 1975[14].
- En 1885, il y avait 2 sénateurs du Connecticut élus en tant que candidats Indépendants[15].

## Candidats revendiquant une appartenance avec le parti
Dans le Connecticut, certains candidats ont été désignés comme "Indépendant" lors de campagnes électorales. Cependant, ils n'ont pas été appuyés par le Parti Indépendant du Connecticut.
Liste des non-indépendant du Connecticut
- Lowell Weicker Appuyé par "Un parti du Connecticut" lorsqu'il fut élu gouverneur du Connecticut en 1990.
- Joe Lieberman - Approuvé par "Le Parti Connecticut pour Lieberman " lorsqu'il fut élu Sénateur du Connecticut en 2006.